# Ursmaro di Lobbes
Ursmaro di Lobbes, o Ursmar o Ursmarus (Fontenelle, 27 luglio 644 – Lobbes, 18 aprile 713), è stato un vescovo e abate franco.

## Contesto storico
Sotto l'Impero romano i primo tentativi di evangelizzazione ebbero luogo nel II e nel III secolo nella regione del Reno.
Dopo le invasioni germaniche, poi la conversione religiosa di Clodoveo I, una seconda ondata di evangelizzazione nei secoli VI e VII assicurò l'affermazione definitiva del cristianesimo nel territorio dei Paesi Bassi meridionali, dal Reno al mare. Le prime tracce di monachesimo in Belgio risalgono al 625. Si parla talvolta di periodo riconosciuto come "secolo dei santi". In effetti non si contano meno di 80 tra santi e sante durante l'epoca merovingia sul territorio dell'attuale Belgio. Tra essi: sant'Amando, san Ghisleno, san Vincenzo di Soignies, santa Valdetrude, santa Gertrude e sant'Ursmaro.

## Biografia
La tradizione vuole che prima della sua nascita alcuni prodigi avessero annunciato la venuta al mondo di un essere eccezionale. La madre ebbe la visione della grandezza futura del figlio.
È usuale per l'agiografia popolare questo genere di meraviglie. I numerosi biografi dei sant'Ursmaro resistono male alla critica storica, né forniscono d'altro canto che pochi elementi precisi sulla sua vita e sulle sue opere.
Fu dunque verso la metà del VII secolo (644 ?) che Ursmaro nacque a Fontenelle, comune dell'Aisne. Uno dei suoi biografi, G. Waulde, lo descrive così: «[il giovane] era molto gradito a tutti per la semplicità del suo spirito e l'integrità della sua anima, in aggiunta alla forma perfetta del suo corpo, dotato di rara bellezza. Era inoltre pieno di vera carità, senza finzione, e risoluto nella speranza.» Questa descrizione, fatta circa un millennio dopo la nascita di Ursmaro, deve evidentemente essere accolta con prudenza e critica.
Su iniziativa dei suoi genitori e della madrina egli ricevette una solida istruzione di base e, adolescente, fu iniziato alle scienze profane e alle Sacre scritture. Sant'Amando, il cui ruolo fu fondamentale nella seconda evangelizzazione, lo ordinò prete verso il 670. Ursmaro diffuse il messaggio evangelico tra i pagani della Fagne e della Thiérache.
Il maestro di palazzo Pipino di Herstal voleva la conversione al cristianesimo dei popoli barbari pagani, sperando così di ammansirli e renderli fedeli sudditi dei re franchi. Così inviò Ursmaro in pellegrinaggio a Roma, munito di lettere patenti indirizzate a papa Sergio I per riceverne la dignità episcopale.
Cogliendo l'opportunità di evangelizzare popoli pagani al nord della Gallia, il papa gli conferì l'autorità apostolica di vescovo per predicare, ordinare preti e diaconi, consacrare luoghi di culto e altari. Gli cedette anche una reliquia di san Pietro (che sarà piamente conservata presso l'abbazia di Lobbes fino al 1794 e poi presso la collegiale di sant'Ursmaro a Binche).
Verso il 680, su istanza di Pipino di Herstal (il cui Palazzo di Estinne era vicino al monastero) e con l'intermediazione di Idulfo, signore di Lobbes, Ursmaro divenne il primo abate dell'abbazia di Lobbes.
Il 26 agosto 697 egli ne consacrò la chiesa abbaziale, eretta al posto dell'oratorio fondato da san Landelino nel 654. Partito da Lobbes, intraprese altri viaggi missionari, predicando il Vangelo tra le popolazioni pagane della contea dell'Hainaut e di quella delle Fiandre e fondandovi alcuni monasteri..
Nel 711, Ursmaro designò come successore il suo discepolo Erminio e gli cedette a tutti gli effetti il suo titolo di abate di Lobbes. Morì nell'abbazia nel 713.

## Il culto
Dall'819 all'823 venne edificata una nuova chiesa che servì come sepolcro per la salma di Ursmaro e attorno alla quale si sviluppò un culto popolare. Gli furono attribuiti miracoli e fu canonizzato il 26 marzo 823.
È da allora che data l'attuale Collegiale di Sant'Ursmaro a Lobbes: essa è la più antica chiesa del Belgio e contiene sempre i sarcofaghi dei santi Ursmaro e Erminio.
Le reliquie di sant'Ursmaro furono trasferite a Binche nel 1409, al momento dello smantellamento del capitolo. Si può vedere oggli a Binche, nella Collegiale di Sant'Ursmaro di Binche, il suo busto reliquiario datato nella prima metà del XVIII secolo.
Oggi sant'Ursmaro è il santo patrono delle parrocchie: 
- nell'Hainaut belga e francese: Binche, Lobbes, Vellereille-les-Brayeux (Estinnes), Athis (Honnelles), Ormeignies (Ath), Eppe-Sauvage;
- nel Lussemburgo belga : Hatrival (Saint-Hubert);
- nel Brabante fiammingo: Oetingen (Gooik);
- nella Fiandra orientale : Baasrode (Dendermonde), Nokere (Kruishoutem), Deftinge (Lierde), Zegelsem (Brakel)

La città di Binche, custode delle sue reliquie, dedica una processione a sant'Ursmaro il 18 aprile, giorno anniversario della sua morte.